# Brethenay
Brethenay ist eine französische Gemeinde mit 391 Einwohnern (Stand: 1. Januar 2022) im Département Haute-Marne in der Region Grand Est. Sie gehört zum Arrondissement Chaumont und zum Kanton Chaumont-1. Die Einwohner werden Brethenaisiens und Brethenaisiennes genannt.

## Geographie
Brethenay liegt etwa fünf Kilometer nördlich des Stadtzentrums von Chaumont an der Marne. Umgeben wird Brethenay von den Nachbargemeinden Bologne im Nordwesten und Norden, Riaucourt im Norden und Nordosten, Treix im Osten, Condes im Süden sowie Jonchery im Westen.
Durch die Gemeinde führt die Route nationale 67.

## Bevölkerungsentwicklung
| Jahr                       | 1962 | 1968 | 1975 | 1982 | 1990 | 1999 | 2006 | 2019 |
| Einwohner                  | 140  | 159  | 164  | 344  | 378  | 372  | 386  | 379  |
| Quellen: Cassini und INSEE |      |      |      |      |      |      |      |      |

## Sehenswürdigkeiten
- Kirche Notre-Dame-de-l’Assomption aus dem 13. und 14. Jahrhundert, seit 1925 als Monument historique eingeschrieben

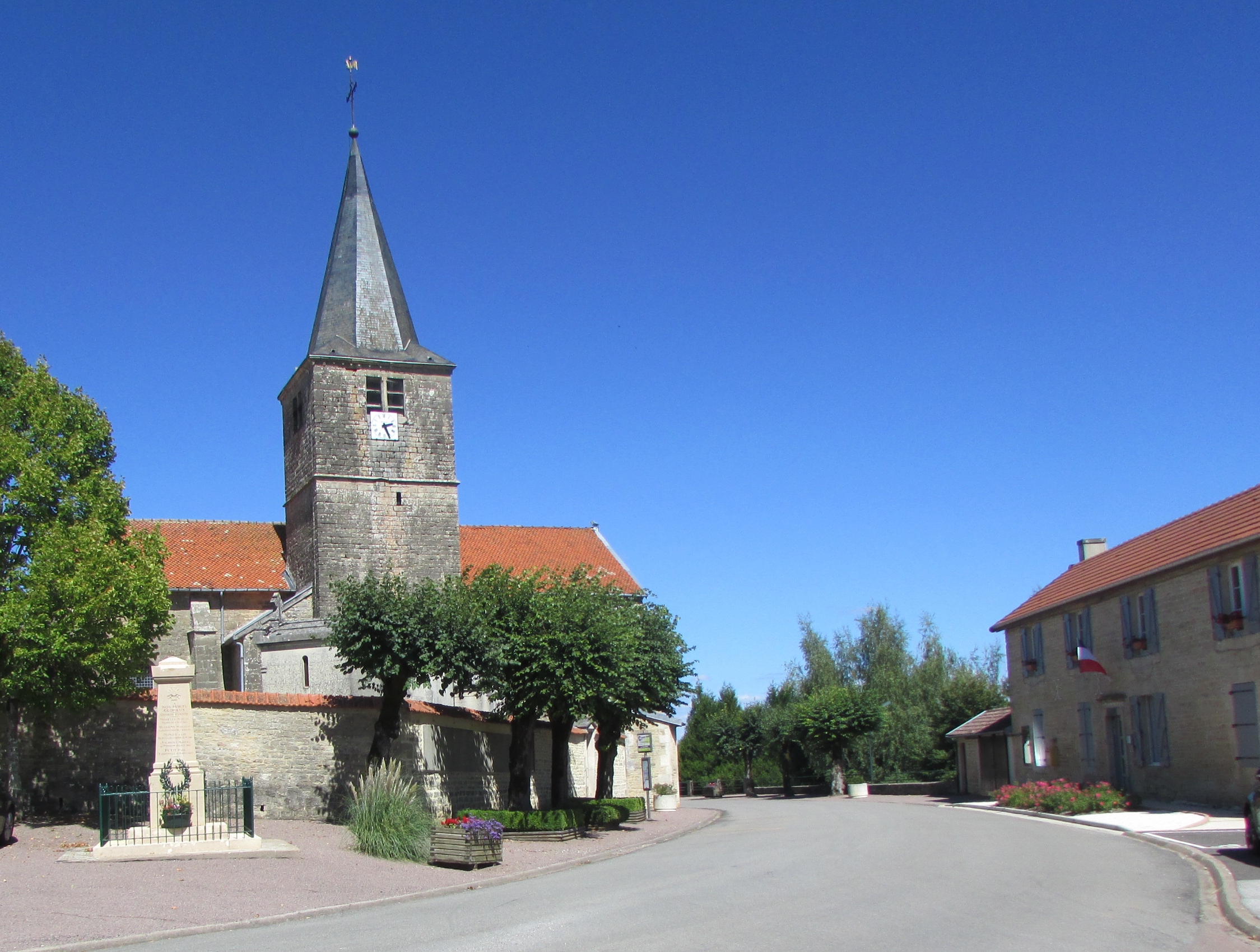
Kirche Mariä Himmelfahrt